# Droga wojewódzka 854
Die Droga wojewódzka 854 (DW854) ist eine 28,6 Kilometer lange Droga wojewódzka (Woiwodschaftsstraße) in der Woiwodschaft Lublin und der Woiwodschaft Karpatenvorland in Polen. Die Strecke in den Powiaten Kraśnicki, Stalowowolski und Tarnobrzeski verbindet die Landesstraße DK74 mit der DK77 und drei weiteren Woiwodschaftsstraßen.

## Streckenverlauf
Woiwodschaft Lublin, Powiat Kraśnicki
-  Annopol (DK74)
-  Opoka-Kolonia (DW759)
-  Kosin (DW755)

Woiwodschaft Karpatenvorland, Powiat Stalowowolski
-  Antoniów (DW856)

Woiwodschaft Karpatenvorland, Powiat Tarnobrzeski
-  Gorzyce (DK77)